# Pierre Tabart
Pierre Tabart (* 21. August 1645 in Chinon; † im Dezember 1716 in Meaux) war ein französischer Komponist des Barock und römisch-katholischer Priester.

## Leben
Pierre Tabart erhielt seine Ausbildung als Sängerknabe an der Kathedrale von Tours, wo ebenfalls die Priesterweihe erhielt. Er wurde danach Maître de musique an der Kathedrale von Orléans. 1683 bewarb er sich um die Stelle eines der „sous-maîtres de la chapelle du roi“ am Hof von Versailles, diese wurde aber vermutlich an einen Musiker, der dem neuen Stil enger verbunden war, vergeben. Tabart wurde aber Kapellmeister an der Kathedrale von Senlis. Vermutlich ab 1685 in Meaux, wurde er 1689 durch Bischof Jacques-Bénigne Bossuet als Nachfolger von Nicolas Goupillet (1650–1613) an der Kathedrale St. Étienne zum Kapellmeister ernannt. 1698, nach Ende der Dienstzeit an der Kathedrale, blieb er in der Stadt, wo er ein Haus und einträgliche Pfründe (vermutlich eine Kapelle der Kathedrale) hatte. Sein Nachfolger als Kapellmeister der Kathedrale wurde Sébastien de Brossard, in dessen umfangreicher Musikaliensammlung sich mehrere Werke Tabarts befanden.
Tabart hinterließ einige mehrstimmige Messen, ein Requiem a 5 und b.c, ein Te Deum, ein Magnificat a 5 und b.c. und mehrere Motetten, die zu seinen Frühwerken gerechnet werden.